# Железнодорожный транспорт острова Мэн
На острове Мэн сохранилось большое транспортное наследие, и самая большая сеть узкоколейных железных дорог на Британских островах. Действует несколько исторических железных дорог и трамвайных линий. У основной части сети колея 914 мм, общая протяжённость таких линий около 105 километров. В населённом пункте Порт-Эрин находится железнодорожный музей. Железная дорога с паровой тягой на юге острова, электрифицированная линия на севере, и горная на вершину единственной горы принадлежат государству и управляются организацией «Isle Of Man Railways», являющейся структурным подразделением островного Департамента по туризму и отдыху.
Линии в Гроудл Глен и Лакси частные. Они были построены как промышленные, а сейчас выполняют только развлекательные перевозки.
На острове Мэн существуют следующие железнодорожные линии:
- Железная дорога острова Мэн, с 1873, 3’0" (914 мм)
- Дугласский конный трамвай, с 1876, 3’0" (914 мм)
- Снейфеллская горная железная дорога, с 1895, 3’6" (1067 мм)
- Электрический трамвай острова Мэн (Manx Electric Railway), с 1893, 3’0" (914 мм)
- Историческая железная дорога Гроудл Глен  (Groudle Glen Railway), с 1896, 2’0" (610 мм)
- Историческая промышленная железная дорога Лакси (Great Laxey Mine Railway) с 1877, 19" (550 мм)